# Saikhom Mirabai Chanu
Saikhom Mirabai Chanu (en meitei: ꯁꯥꯢꯈꯣꯝ ꯃꯤꯔꯥꯕꯥꯢ ꯆꯅꯨ, et en hindi : साइखोम मीराबाई चानू), née le 8 août 1994 dans le district d'Imphal oriental, est une haltérophile indienne. Elle remporte la médaille d'argent en moins de 49 kg lors des Jeux olympiques d'été de 2020 et est également championne du monde des moins de 48 kg lors des Mondiaux 2017.

## Carrière
Saikhom Mirabai Chanu évolue dans la catégorie des moins de 48 ou 49 kg. Elle mesure 150 cm.
Elle est médaillée d'argent aux Jeux du Commonwealth de 2014 à Glasgow. 
En 2017, elle devient championne du monde d'haltérophilie en soulevant 194 kg au total en finale des championnats du monde à Anaheim ; elle est également médaillée d'or à l'épaulé-jeté et médaillée d'argent à l'arraché. 
Elle est ensuite médaillée d'or aux Jeux du Commonwealth de 2018 (en) à Gold Coast. Aux Championnats d'Asie, elle obtient la médaille de bronze à l'épaué-jeté en 2019 à Ningbo ainsi que la médaille d'or à l'épaulé-jeté et la médaille de bronze au total en 2020 à Tashkent.
En remportant la médaille d'argent en haltérophilie moins de 49 kg avec un score de 202, elle ouvre le compteur des médailles indienne pour les Jeux olympiques d'été de 2020. Elle est la deuxième athlète indienne à gagner une médaille en haltérophilie après Karnam Malleswari en 2000.

## Distinctions
En 2018, elle reçoit la Padma Shri, la plus haute distinction civile remise par le gouvernement indien.